# UCI Africa Tour 2006
Navigation
Édition précédente Édition suivante
L'UCI Africa Tour 2006 est la deuxième édition de l'UCI Africa Tour, l'un des cinq circuits continentaux de cyclisme de l'Union cycliste internationale. Il est composé de 9 compétitions, organisées du 26 octobre 2005 au 17 septembre 2006 en Afrique.

## Calendrier des épreuves

### Octobre 2005
| Date | Course       | Pays         | Classe | Vainqueur         | Équipe     |
| ---- | ------------ | ------------ | ------ | ----------------- | ---------- |
| 26-6 | Tour du Faso | Burkina Faso | 2.2    | Jérémie Ouedraogo | Café Samba |

### Décembre 2005
| Date | Course                                    | Pays   | Classe | Vainqueur      | Équipe         |
| ---- | ----------------------------------------- | ------ | ------ | -------------- | -------------- |
| 6    | Championnat d'Afrique du contre-la-montre | Égypte | CC     | Alex Pavlov    | Afrique du Sud |
| 9    | Championnat d'Afrique sur route           | Égypte | CC     | Rupert Rheeder | Afrique du Sud |

### Janvier
| Date  | Course                 | Pays  | Classe | Vainqueur       | Équipe     |
| ----- | ---------------------- | ----- | ------ | --------------- | ---------- |
| 12-15 | Tropicale Amissa Bongo | Gabon | 2.2    | Jussi Veikkanen | FDJeux.com |

### Février
| Date  | Course           | Pays     | Classe | Vainqueur        | Équipe    |
| ----- | ---------------- | -------- | ------ | ---------------- | --------- |
| 11-19 | Tour d'Égypte    | Égypte   | 2.2    | Ilya Chernyshov  | Capec     |
| 25-5  | Tour du Cameroun | Cameroun | 2.2    | Bakhtyar Mamyrov | Brisaspor |

### Mars
| Date | Course        | Pays           | Classe | Vainqueur    | Équipe         |
| ---- | ------------- | -------------- | ------ | ------------ | -------------- |
| 8-12 | Giro del Capo | Afrique du Sud | 2.2    | Peter Velits | Konica Minolta |

### Avril
| Date  | Course          | Pays         | Classe | Vainqueur         | Équipe     |
| ----- | --------------- | ------------ | ------ | ----------------- | ---------- |
| 15-21 | Boucle du coton | Burkina Faso | 2.2    | Jérémie Ouedraogo | Café Samba |

### Septembre
| Date | Course          | Pays    | Classe | Vainqueur       | Équipe |
| ---- | --------------- | ------- | ------ | --------------- | ------ |
| 7-17 | Tour du Sénégal | Sénégal | 2.2    | Lukasz Podolski |        |

## Classements finals
| #   | Coureur              | Pays           | Pts |
| 01. | Jérémie Ouedraogo    | Burkina Faso   | 216 |
| 02. | Rupert Rheeder       | Afrique du Sud | 209 |
| 03. | Abdul Wahab Sawadogo | Burkina Faso   | 121 |
| 04. | Bakhtyar Mamyrov     | Kazakhstan     | 101 |
| 05. | Pavel Nevdakh        | Kazakhstan     | 96  |
| 06. | Lukasz Podolski      | Pologne        | 88  |
| 07. | David George         | Afrique du Sud | 86  |
| 08. | Saïdou Rouamba       | Burkina Faso   | 83  |
| 09. | Jacques Fullard      | Afrique du Sud | 80  |
| 10. | Darren Lill          | Afrique du Sud | 77  |

| #    | Équipe                | Pays           | Pts |
| 01.  | Capec                 | Kazakhstan     | 130 |
| 02.  | Konica-Minolta        | Afrique du Sud | 114 |
| 03.  | Relax-GAM             | Espagne        | 86  |
| 04.  | Barloworld            | Royaume-Uni    | 38  |
| 05.  | Jartazi-7Mobile       | Belgique       | 24  |
| 06.  | Wiesenhof-Akud        | Allemagne      | 21  |
| 07.  | Dukla Trenčín         | Slovaquie      | 17  |
| 08.  | Marco Polo            | Chine          | 17  |
| 09.  | KrolStone Continental | Pays-Bas       | 4   |
| 010. | Lamonta               | Allemagne      | 2   |

### Classements par nations
| #   | Pays           | Pts |
| 1.  | Afrique du Sud | 985 |
| 2.  | Burkina Faso   | 536 |
| 3.  | Égypte         | 172 |
| 4.  | Zimbabwe       | 160 |
| 5.  | Côte d'Ivoire  | 140 |
| 6.  | Maroc          | 138 |
| 7.  | Angola         | 78  |
| 8.  | Cameroun       | 77  |
| 9.  | Maurice        | 70  |
| 10. | Tunisie        | 48  |